# Ptycholobium
Genre
Synonymes
- Sylitra E. Mey[2] .

Ptychosema est un genre de plantes à fleurs dicotylédones de la famille des Fabaceae, sous-famille des Faboideae, originaire d'Afrique et de la péninsule arabique, qui comprend trois espèces acceptées.

## Liste d'espèces
Selon The Plant List (14 novembre 2018) :
- Ptycholobium biflorum (E.Mey.) Brummitt
- Ptycholobium contortum (N.E.Br.) Brummitt
- Ptycholobium plicatum (Oliv.) Harms